# Auréolé de gloire
Auréolé de gloire (titre original: Blaze of Glory) est une nouvelle de science-fiction de Robert Silverberg. 

## Publications
Entre 1957 et 2012, la nouvelle a été éditée à une quinzaine de reprises dans des recueils de nouvelles de Robert Silverberg ou des anthologies de science-fiction.

### Publications aux États-Unis
La nouvelle est parue en août 1957 sous le titre Blaze of Glory dans le magazine Galaxy Science Fiction. Elle a ensuite été régulièrement rééditée dans divers recueils de Robert Silverberg et diverses anthologies.

### Publications en France
La nouvelle est publiée en France sous le titre Flamboyante gloire dans Galaxie, no 49, en décembre 1957.
Elle est par la suite publiée en 2002 dans le recueil Le Chemin de la nuit, avec une traduction de Corinne Fisher, avec une nouvelle édition en livre de poche chez J'ai lu en 2004.
Elle est donc l'une des 124 meilleures nouvelles de Silverberg sélectionnées pour l'ensemble de recueils Nouvelles au fil du temps, dont Le Chemin de la nuit est le premier tome.

### Publication en Allemagne
La nouvelle est parue en Allemagne en mars 1963 sous le titre Der Held des Universums.

## Résumé
Un vaisseau spatial est envoyé sur Shaula II pour procéder à la relève des membres de la base terrienne. À bord du vaisseau se trouve notamment John Murchison, officier de première classe chargé des transmissions, connu pour être une véritable « tête brûlée ». 
Une fois le vaisseau arrivé sur la planète, un incident éclate entre Murchison et un extraterrestre shaulien, battu par l'officier pour avoir pénétré dans l'enceinte de la salle des transmissions de la base. Puis vient le moment du retour. L'équipage relevé et les quelques officiers du vaisseau regagnent celui-ci : cap vers la Terre. Le problème est que lorsque le vaisseau sort de l'hyper-espace, toutes les transmissions sont hors-service, ainsi que les caméras extérieures : concrètement le vaisseau est aveugle et ne peut plus regagner la Terre. Murchison propose alors un plan entraînant son sacrifice : il sortira en scaphandre hors du vaisseau et guidera ses collègues jusqu'à l'entrée dans l'atmosphère terrestre. Après réflexion, les autres acceptent. 
Le plan de Murchison se déroule correctement, mais comme cela était prévisible, Murchison meurt lors de l'opération, « auréolé de gloire ». Un doute hante l'équipage : connaissant l'état d'esprit de Murchison et son fort caractère, a-t-il de son plein gré offert de se sacrifier, ou a-t-il été en quelque sorte, par une manière qu'on ne connaîtra jamais, « obligé » mentalement ou psychiquement par les shauliens à ce sacrifice ?